# Sieg (rzeka)
Sieg, Sigambrer – rzeka w Niemczech (w Nadrenii Północnej-Westfalii i Nadrenii-Palatynacie). Jest prawym dopływem Renu. 
Źródło znajduje się w górach Rothaargebirge. Stamtąd rzeka płynie do miasta Siegen i wzgórza Siegerland. Dalej na zachód Sieg tworzy granicę pomiędzy: Bergisches Land i Westerwald. Rzeka dalej biegnie przez obszar chroniony na wschód od miasta Bonn.
Po minięciu miasta Hennef (Sieg) i Siegburg łączy się z Renem w pobliżu Niederkassel / Mondorf zaledwie kilka kilometrów na północ od centrum Bonn.